# 139P/Väisälä-Oterma
139P/Väisälä-Oterma est une comète périodique du système solaire, découverte le 7 octobre 1939 par Yrjö Väisälä et Liisi Oterma.